# 车前紫草
车前紫草（学名：Sinojohnstonia plantaginea）是紫草科车前紫草属的植物，是中国的特有植物。分布在中国大陆的四川、甘肃等地，生长于海拔700米至1,600米的地区，一般生长在林下或沟边，目前尚未由人工引种栽培。